# Amelia (vino)
L'Amelia è una DOC riservata ad alcuni vini la cui produzione è consentita nella provincia di Terni.

## Zona di produzione
La zona di produzione comprende l'intero territorio dei seguenti Comuni in provincia di Terni: Attigliano, Giove, Penna in Teverina, Alviano, Amelia, Calvi dell'Umbria, Guardea, Lugnano in Teverina, Montecastrilli, Narni, Otricoli, Sangemini, Stroncone e Terni.

## Tipologie

### tipologia
| uvaggio                        |             |
| titolo alcolometrico minimo    | xx,xx% vol. |
| acidità totale minima          | xx g/l.     |
| estratto secco minimo          | xx,00 g/l   |
| resa massima di uva per ettaro | xxx q.      |
| resa massima di uva in vino    | xx %        |